# Mešita Noor
Mešita Noor (noor – světlo) se nachází ve Frankfurtu v Sachsenhausenu a je třetí největší mešitou v Německu. Mešitu na ulici Babenhäuser Landstraße spravuje muslimská komunita Ahmadiyya (AMJ) a inaugurace proběhla v září roku 1959 díky Muhammadu Zafrulla Khanovi.
Předtím, než muslimská komunita Ahmadiyya v roce 1985 skoupila pozemky na Groß-Gerau, výroční setkání Jalsa Salana v Německu se odehrávalo v této mešitě.
Tato mešita je velmi známá především díky tomu, že se zde jednou modlil boxer Muhammad Ali.